# اسکندر حمیداف
اسکندر حمیداف (ترکی آذربایجانی: İsgəndər Məcid oğlu Həmidov; (زاده ۱۰ آوریل ۱۹۴۸ در نور ارکچ – درگذشت ۲۶ فوریهٔ ۲۰۲۰ در باکو) سیاست‌مدار اهل اتحاد جماهیر شوروی سوسیالیستی و جمهوری شوروی سوسیالیستی آذربایجان بود.